# Kanton Poitiers-4
Der Kanton Poitiers-4 ist seit 1973 ein französischer Wahlkreis für die Wahl des Départementrats im Arrondissement Poitiers, im Département Vienne und in der Region Nouvelle-Aquitaine. Sein Bureau centralisateur befindet sich in Poitiers.

## Gemeinden
Der Kanton besteht aus zwei Gemeinden und Gemeindeteilen mit insgesamt 21.883 Einwohnern (Stand: 1. Januar 2022) auf einer Gesamtfläche von 27,55 km²:
| Gemeinde           | Einwohner 1. Januar 2022 | Fläche km² | Dichte Einw./km² | Code INSEE | Postleitzahl |
| ------------------ | ------------------------ | ---------- | ---------------- | ---------- | ------------ |
| Mignaloux-Beauvoir | 5.224                    | 21,56      | 242              | 86157      | 86550        |
| Poitiers           | 16.659                   | 5,99       | 2.781            | 86194      | 86000        |
| Kanton Poitiers-4  | 21.883                   | 27,55      | 794              | 8616       | –            |

1. ↑   Nur der südöstliche Teil der Gemeinde, der Rest verteilt sich auf die Kantone Poitiers-1, Poitiers-2, Poitiers-3 und Poitiers-5.

Bis zur landesweiten Neuordnung der französischen Kantone im März 2015 gehörten zum Kanton Poitiers-4 die zwei Gemeinden Poitiers und Saint-Benoît. Er besaß vor 2015 einen anderen INSEE-Code als heute, nämlich 8634.